# Talanga (Honduras)
Talanga (uit het Nahuatl: "Plaats met modder") is een gemeente (gemeentecode 0824) in het departement Francisco Morazán in Honduras.
De plaats heette eerst San Diego de Talanga. Op 30 november 1829 werd de eerste gemeenteraad gekozen.
Het dorp ligt ten noorden van Tegucigalpa, aan de weg naar Olancho. Het ligt in de Vallei van Talanga.
De bevolking leeft vooral van de landbouw. Er wordt maïs en suikerriet verbouwd. De straten zijn onverhard, wat de plaats een Wilde Westen-karakter geeft. Er is een overdekte markt, waar men landbouwgoederen, vlees en potten en pannen verkoopt. Sinds 2006 is er riolering. Het centrale plein is recentelijk met beton verhard.

## Bevolking
De bevolking is als volgt verdeeld:
| Vrouwen | 18.370 | 50,6% |
| Mannen  | 17.915 | 49,4% |

## Dorpen
De gemeente bestaat uit zestien dorpen (aldea), waarvan de grootste qua inwoneraantal: Talanga (code 082401) en La Ermita (082407).